# گراخ (راینلاند-فالتس)
گراخ (به آلمانی: Gerach) یک شهر در آلمان است که در بیرکنفلد واقع شده‌است. گراخ ۲۵۸ نفر جمعیت دارد.